# Life of the Party
Life of the Party este un film de comedie american din 2018 regizat de Ben Falcone și în scris de către Falcone și Melissa McCarthy. Acesta este cel de-al treilea film regizat de Falcone și co-scris de pereche, după Tammy (2014) și Șefa (2016). Filmul, în care joacă McCarthy, Molly Gordon, Gillian Jacobs, Jessie Ennis, Adria Arjona, Maya Rudolph, Julie Bowen, Matt Walsh, Debby Ryan, Stephen Root și Jacki Weaver, se învârte în jurul unei mame recent divorțată care se întoarce de la universitate pentru a-și termina studiile și sfârșește prin a se împrieteni cu prietenle fiicei ei.
Produs de On the Day Production și New Line Cinema, filmul a fost lansat pe 11 mai 2018 de către Warner Bros.

## Distribuție
- Melissa McCarthy ca Deanna "Dee Rock" Miles (născută Cook)
- Molly Gordon ca Maddie Miles, fiica lui Dan și Deanna.
- Gillian Jacobs ca Helen, o colegă din frăție care este mai în vârstă decât restul din cauză că a fost în comă timp de opt ani.
- Jessie Ennis ca Debbie, colega cu "probleme".
- Adria Arjona ca Amanda, o altă colegă cu "probleme".
- Maya Rudolph ca Christine Davenport, prietena cea mai bună, nevrotică și care consumă exagerat alcool al lui Deanna.
- Julie Bowen ca Marcie Strong, un agent imobiliar, inamicul lui Deanna și iubita lui Dan.
- Matt Walsh ca Daniel "Dan" Miles, fostul soț al lui Deanna și tatăl lui Maddie.
- Debby Ryan ca Jennifer, o "fată rea" de la cursul de arheologie al lui Deanna.
- Stephen Root ca Michael "Mike" Cook, tatăl lui Deanna și bunicul lui Maddie.
- Jacki Weaver ca Sandy Cook, mama lui Deanna și bunica lui Maddie.
- Luke Benward ca Jack Strong, un băiat îndrăgostit nebunește cu Deanna.
- Jimmy O. Yang ca Tyler, iubitul lui Maddie și prietenul lui Jack.
- Chris Parnell ca Domnul Truzack, profesorul și fost coleg de clasă al lui Deanna.
- Heidi Gardner ca Leonor, colega de cameră goth a lui Deanna.
- Yani Smone ca Trina, prietena lui Jennifer.
- Damon Jones ca Frank Davenport, soțul lui Christine.
- Ben Falcone ca Dale, șofer Uber.
- Nat Faxon ca Lance
- Sarah Baker ca Gildred
- Karen Maruyama ca Mediator
- Steve Mallory ca Bill
- Courtney Patterson ca Amy
- Steve Falcone (tatăl din viața reală al lui Falcone) ca Om în Vârstă #1 / Vince
- Michael D. McCarthy (tatăl adevărat al lui McCarthy) ca Om în Vârstă #2 / Dennis
- Christina Aguilera ca ea însăși

## Producție
Filmările au început în luna august 2016, în zona metropolitană Atlanta. Casa frăției din film este The Twelve Oaks Bed & Breakfast, situat în Covington, GA. Interiorulul conacului a fost recreat într-un depozit din Decatur, GA pentru scenele de interior, iar scenele de exterior au fost filmate la casa reală.

## Lansare
Life of the Party a fost lansat pe 11 mai 2018. Primul trailer oficial pentru film a fost lansat pe 5 februarie 2018.